# بيركهولدرية برازيلية
بيركهولدرية برازيلية (الاسم العلمي: Burkholderia brasilensis) هي نوع من البكتيريا، سلبية الغرام، تتبع جنس البيركهولدرية.